# Jacaré dos Homens
Jacaré dos Homens è un comune del Brasile nello Stato dell'Alagoas, parte della mesoregione di Sertão Alagoano e della microregione di Batalha.